# Control-Visión
Control-Vision (nombre en código NEMO ) fue un proyecto cancelado para un híbrido de videoconsola y reproductor VHS desarrollada planeada por Tom Zito. Se destacaba por utilizar cintas VHS en lugar los típicos cartuchos, lo que impulsó a la creación de contenido de juegos FMV en la era de los juegos  CD-ROM mucho más avanzados.

## Historia
Originalmente el proyecto tenía de nombre de  "NEMO",  comenzando el desarrollo en 1985 y fue apoyado por la compañía Axlon del creador de Atari Nolan Bushnell. El equipo, incluía personas importantes en la informática como al cofundador de Apple Computer, Steve Wozniak, que creó un prototipo utilizando una consola ColecoVision modificada para combinar imágenes interactivas con una transmisión de vídeo través de un cable. como medio de almacenamiento se planeo que el NEMO utilizara cintas de video VHS que contenían datos binarios junto con pistas intercaladas de vídeo y audio que pueden alternarse.
Para llevar el proyecto más allá del estado de prototipo, buscaron un inversionista y distribuidor financiara terminar el desarrollo y distribuirlo. La empresa de juguetes Hasbro acordó invertir 7 millones de dólares a cambio de los derechos de los videojuegos y la tecnología.
A mediados de 1986 se terminaron tres juegos de demonstration muy cortos: Scene of the Crime, un juego de misterio interactivo de cuatro minutos; Bottom of the Ninth Inning, un juego de simulación de béisbol; y un video musical interactivo de la canción " You Might Think " de The Cars. el primer juego completo fue la película interactiva Night Trap, inspirada en la primera demo creada Scene of the Crime, fue filmada en diciembre de 1986 en los estudios en Pawtucket, Rhode Island, la ciudad natal de Hasbro. En 1987, Zito creó el segundo juego completo Sewer Shark, duro solo mes de rodaje y conllevo un costo de 3 millones de dólares.
Después de terminar la filmación de Sewer Shark, y a solo dos meses del lanzamiento planeado para 1989, Hasbro abandonó el proyecto porque el precio que se planeo de US$299 (equivalente a $734,94 en 2023) era muy alto se consideró poco competitivo frente a los precios del establecido y mucho más económico Nintendo Entertainment System. Zito compró los derechos de los juegos que había filmado y almacenó todo en un almacén de Rhode Island. A finales de la década de 1980, Zito contrató a Mark Turmell, quien luego crearía NBA Jam y Smash TV, para lanzar  Night Trap en sega CD y desarrollar dos juegos interactivos más, Citizen X y un juego con licencia de la película de comedia locademia de policía.

## Legado
No fue hasta principios de la década de 1990 cuando el CD-ROM se convirtió en un medio de almacenamiento masivo asequible para las consolas de videojuegos, lo que permitió disfrutar de juegos que aprovecharon el vídeo de movimiento completo (FMV). Sega estaba buscando juegos que explotaran esa técnica para la presentación en 1992 del complemento CD de la sega genesis la Sega CD. Se pusieron en contacto con Zito, que tenía los derechos y los prototipos del NEMO creó versiones de Sewer Shark y Night Trap para Sega CD a través de su compañía Digital Pictures. Pronto se añadirían ports a otros sistemas.
En la versión Sega CD de Night Trap se puede encontrar en los archivos del juego el vídeo de la presentación de NEMO a los ejecutivos de Hasbro al introducir un código gameshark . Lawrence H. Bernstein, que en aquel momento trabajaba para Milton Bradley Company, interpreta un papel en Scene of the Crime, el prototipo de Night Trap. Puedes encontrar una versión jugable del prototipo de Scene of the Crime en la remasterización para actual generación de Night Trap: 25th Anniversary Edition .

## Juegos
- Scene of the Crime (1986)
- Bottom of the Ninth Inning (1986)
- You Might Think (1986)
- Night Trap (1986)
- Sewer Shark (1987)
- Citizen X (1988)
- Police Academy (1988)